# Palais Ioussoupov de la Moïka
Pour les articles homonymes, voir Palais Ioussoupov de Koreïz, Palais Ioussoupov de la perspective Liteïny, Palais Ioussoupov de la rue Sadovaïa et Palais Ioussoupov de la perspective Nevski.
Le palais Ioussoupov de la Moïka (en russe : Дворец Юсуповых на Мойке, c'est-à-dire le palais Youssoupov, ou Youssoupoff selon la graphie ancienne, sur la Moïka) est situé à Saint-Pétersbourg en Russie. Le palais était autrefois la résidence principale des Ioussoupov, une des familles les plus riches de la noblesse russe. Le palais est connu pour avoir été le théâtre de l'assassinat de Raspoutine.

## Histoire

### La résidence des Youssoupov
Le palais a été construit en 1770 par l'architecte français Vallin de La Mothe. Au fil des ans, de nombreux architectes célèbres le modifièrent et il est connu pour sa superposition de styles architecturaux. De 1830 à 1917, le palais a appartenu à la famille des Youssoupov qui possédait la seconde plus grosse fortune de Russie à la veille de la révolution et qui était connue pour sa philanthropie et ses collections d'art.

### L'assassinat de Raspoutine
Le palais demeure particulièrement attaché à la personnalité du prince Félix Youssoupov. Le déroulement précis de l'assassinat de Raspoutine est encore aujourd'hui controversé. Selon Youssoupov, dans la nuit du 16 décembre 1916, le grand-duc Dimitri Pavlovitch, cousin du tsar, et lui-même invitèrent Raspoutine au palais. Ils servirent à Raspoutine des gâteaux et du vin rouge avec une dose de poison suffisante pour tuer cinq hommes. Constatant que le poison ne semblait avoir aucun effet sur Raspoutine, Youssoupov sortit un pistolet et lui tira dans le dos. Les deux hommes quittèrent la pièce en laissant Raspoutine pour mort. Revenant un peu plus tard sur les lieux, Youssoupov trouva Raspoutine tentant de se relever et de fuir. Youssoupov et ses complices tirèrent à trois reprises sur Raspoutine, mais celui-ci tentait toujours de se relever. Il le frappèrent alors à la tête avec une barre de fer puis le roulèrent dans une couverture avant de le jeter dans la Moïka. Selon l'autopsie pratiquée par la suite, Raspoutine ne serait mort ni du poison ni des multiples blessures occasionnées par les balles et les coups de barre de fer, mais d'hypothermie. Une grande partie du récit de Youssoupov est considérée aujourd'hui comme peu plausible. Selon certains historiens, le médecin Lazovert, chargé de livrer le poison, a eu des scrupules, et l'a remplacé par un produit inoffensif sans prévenir les autres conjurés. Selon d'autres, les balles mortelles ont été tirées par le grand-duc, et non par Youssoupov, qui a "endossé" le meurtre pour éviter un scandale à la famille impériale. Il n'y eut pas de procès, et il y eut une conspiration du silence. Seul Youssoupov a parlé, mais en 1927. Quoi qu'il en soit, le Grand Duc a été exilé par le tsar (comme Youssoupov), et cet exil lui a valu de ne pas être arrêté par les Bolcheviks, et d'avoir la vie sauve, contrairement au tsar et à sa famille. Selon le documentaire Who Killed Rasputin diffusé sur la BBC en 2004, c'est Oswald Rayner, officier britannique au sein du Secret Intelligence Service, qui aurait achevé Raspoutine d'une balle dans le front,,.

### Le palais depuis la révolution
La révolution d'Octobre eut lieu moins d'un an après l'assassinat de Raspoutine. Le palais fut nationalisé et réquisitionné par le commissariat de l'Éducation de la ville en 1925. Alors que de nombreux palais avaient été reconvertis en lieu de travail, le commissariat de l'Éducation décida de faire du palais un musée public. Aujourd'hui, il est utilisé comme palais de la culture pour les enseignants et de musée consacré au mode de vie de la noblesse russe avant la révolution.